# アキツホ

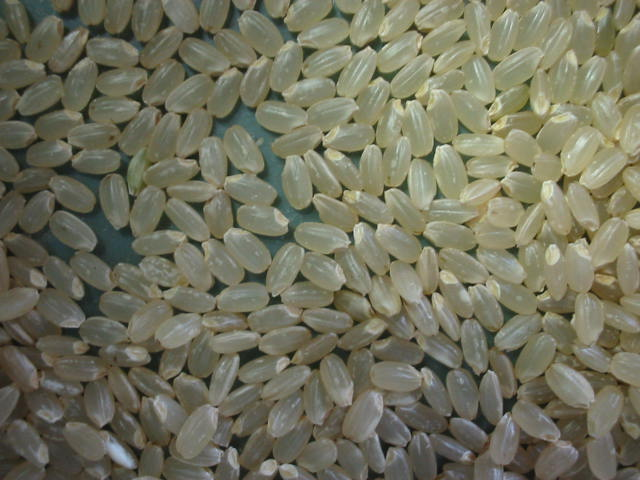
玄米

アキツホ（あきつほ）は、イネの品種の1つ。1962年（昭和37年）に旧農林省東海近畿農業試験場において、ヤマビコ（東海7号）を母、GA-3（日本晴）を父として人工交配し、系統育種法によって選抜固定した粳種である。登録番号は水稲農林224号（1972年5月登録）。旧系統名は東海33号。名前の由来は、日本の古名である「秋津島（あきつしま）」と、イネの「穂」（ほ）から。
酒造適性米として使用されるようになった品種である。

## 品種特性

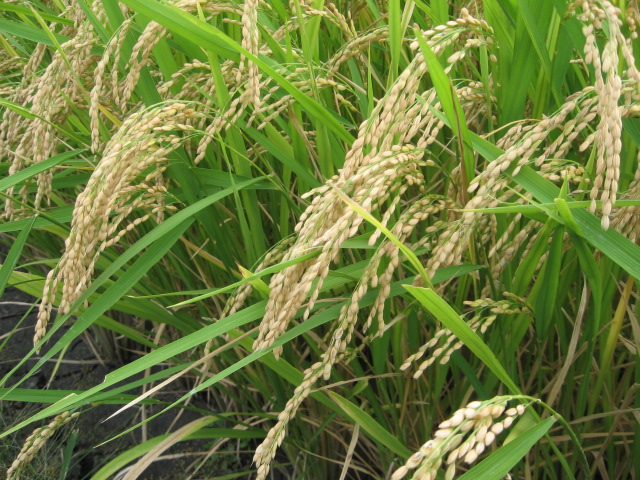
収穫前の稲穂

東海以西の、温暖な平坦地から中山間地での栽培に適する。早晩性は中生に属する。稈長は80センチ内外。ごま葉枯病には弱いが、いもち病に強く、イネカラバエ耐虫性が強い。穂発芽性は日本晴と同程度の「やや難」。強稈で耐倒伏性が強いため栽培しやすく、安定した収穫を図る目的に向く品種である。
玄米の粒の大きさは日本晴より大きく、中大粒であり、光沢がある。食味は良好。